# Business Is Business (film 1915)
Business Is Business è un film muto del 1915 diretto da Otis Turner. Prodotto dalla Universal Film Manufacturing Company, aveva come interpreti Nat C. Goodwin, Jack Nelson, Maude George, Mlle. Marguerite, Gretchen Lederer, Wyndham Standing. Vi appare anche Hobart Bosworth nei panni di Cristo nella scena finale.

La sceneggiatura di F. McGrew Willis si basa su Les affaires sont les affaires, lavoro teatrale di Octave Mirbeau presentato in prima a Parigi il 20 aprile 1903. A New York, la pièce, prodotta da Charles Frohman e adattata in inglese con la traduzione di Robert Hichens, debuttò al Criterion Theatre di Broadway il 19 settembre 1904.

## Trama
Nuovo ricco, Isidore Lechat è andato a vivere in un castello nel sud della Francia insieme alla moglie e alla figlia Germaine mentre il figlio Xavier studia a Parigi. Odiando i nobili, Lechat ha trovato modo di vendicarsi di loro assumendo come amministratore il visconte de la Fountenelle, un aristocratico ormai rovinato che lavora per permettere al figlio di studiare. Volendo entrare a far parte della buona società, Lechat organizza ogni domenica dei banchetti a cui invita i notabili locali senza però farvi mai partecipare la moglie, che ritiene inadeguata e troppo sciatta per fargli fare bella figura. A Parigi, intanto, Xavier si è dato alla bella vita. Lechat, quando gli fa visita, inizia una relazione con una delle amiche di Xavier, la bella Celeste St. Jean, che gli chiede, senza successo, di lasciare la moglie per lei. Il finanziere, poi, rifiuta di aiutare un suo vecchio amico, Pierre Dauphin, che è sull'orlo della bancarotta. Dauphin, disperato, si uccide nell'ufficio di Lechat.

Al castello Germaine, innamorata di Lucien, il figlio dell'intendente, si rende conto dei grossi ostacoli che si frappongono a quella unione. Uno di questi ostacoli è rappresentato dal desiderio di suo padre di vederla accasata con un nobile. Per soddisfare questa ambizione, Lechat - a una richiesta di denaro del marchese de Porcellet - si rivela disposto a fargli quel grosso prestito se il marchese accetterà di unire le loro famiglie facendo sposare Germaine a suo figlio. Sdegnato, il marchese rifiuta. Xavier giunge insieme a un suo amico, Henri de Braggard, per chiedere al padre di pagare i suoi debiti di gioco. Lechat acconsente, ma vuole che Henri, figlio del ministro della guerra, usi la sua influenza sul padre per fargli ottenere in Africa una concessione mineraria sottoposta a vincoli militari. Nel frattempo, il marchese ha cambiato idea, accettando la proposta di Lechat sul matrimonio dei loro figli. Germaine però rivela di essere incinta e Lechat, furioso, tenta di strangolarla, venendo fermato da Lucien, il padre del bambino che deve nascere. Germaine se ne va, preferendo la povertà a quell'ambiente ipocrita e cinico. Sua madre cerca di fermarla ed è quasi riuscita a convincerla quando arriva Celeste. Capendo che quella è l'amante del marito, la signora Lechat si ribella pure lei andandosene. Giunge la notizia che Xavier è morto in un incidente d'auto. Lechat, ormai distrutto, pensa al suicidio. Completa la stesura del contratto della miniera e poi cerca di uccidersi ma il proiettile della pistola uccide invece Celeste, che ha cercato invano di impedirgli di usarla. Ormai quasi impazzito, prima di morire Lechat ha la visione di Giuda che tradisce Cristo durante l'Ultima Cena.

## Produzione
Il film, prodotto dall'Universal Film Manufacturing Company (a Broadway Universal Feature), venne girato in California, negli Universal Studios al 100 di Universal City Plaza, Universal City. La lavorazione del film durò da giugno (o luglio) fino a inizio agosto 1915.
Le scenografie del film sono basate sui disegni di James Tissot, pittore e illustratore francese di fine Ottocento.

## Distribuzione
Il copyright del film, richiesto dalla Universal, fu registrato il 30 agosto 1915 con il numero LP624 1.

Distribuito negli Stati Uniti dall'Universal Film Manufacturing Company, il film uscì nelle sale cinematografiche il 13 settembre 1915.
Non si conoscono copie ancora esistenti della pellicola che viene considerata presumibilmente perduta.